# Marvin David Levy
Marvin David Levy (Passaic (Nueva Jersey), 2 de agosto de 1932 – Fort Lauderdale, 9 de febrero de 2015) fue un compositor estadounidense, conocido principalmente por su ópera A Electra le sienta bien el luto.
A Electra le sienta bien el luto fue presentada mundialmente en el Metropolitan Opera en 1967. Aunque se consideró un fracaso en ese momento, la obra fue revivida en 1998 en una versión revisada por el compositor con un éxito triunfal en la Ópera lírica de Chicago. El New York City Opera y el Seattle Opera pone en escena la obra en 2003, y la Florida Grand Opera lo hace en 2013.
El disco Canto de los Marranos y extractos de Shir Shel Moshe fueron publicados como parte del Archivo Milken de Música Judía Americana por Naxos en 2004. [cita requerida]
Levy murió en Fort Lauderdale el 9 de febrero de 2015 a la edad de 82 años.